# تشارلز سميث (لاعب كرة قدم أسترالية)
تشارلز سميث (بالإنجليزية: Charles Smith)‏ هو لاعب كرة قدم أسترالية أسترالي، ولد في 26 مايو 1901، وتوفي في 31 مارس 1968.

## وصلات خارجية
- تشارلز سميث على موقع AustralianFootball.com (الإنجليزية)
- تشارلز سميث على موقع AFLtables.com (الإنجليزية)